# Keiberg
Keiberg is een kerkdorp in de deelgemeente Zichem van Scherpenheuvel-Zichem in de Belgische provincie Vlaams-Brabant. Het ligt in het overgangsgebied tussen Hageland en de Kempen.

## Geschiedenis
De plaats komt voor als Coubergh op de kaart van Jacob van Deventer uit 1536. Ook op de Ferrariskaart uit de jaren 1770 is de plaats weergegeven als het gehucht Coubergh. Andere spellingen zijn: Kaberg, Keybergh, Kaaibeirg en Keiberg.

## Bezienswaardigheden
In de buurt van Keiberg is een aantal natuurlijke bronnen, onder meer nabij de IJsbergstraat.
De parochiekerk is de Sint-Jozefskerk, een modern eenbeukig bakstenen kerkgebouw met losstaande klokkentoren.

## Natuur en landschap
Enkele kilometers ten noorden van Keiberg stroomt de Demer, waarlangs het natuurgebied Demerbroeken zich bevindt.

## Folklore
Vroeger ging men drie dagen voor Hemelvaartsdag in processie langs de veldwegen om zegen af te smeken voor de veldgewassen.
Het dorp is tegenwoordig vooral bekend van de traditionele "Hanekap", een folkloristisch spektakel met carnaval waarbij een dode haan van kop wordt ontdaan door een geblinddoekte man of vrouw met sabel.
Diegene die de haan van kop kan ontdoen is "koning", diegene die het meest aantal keer de haan heeft geraakt tijdens de wedstrijd is "kapitein".
Dit gebruik is een restant van vroeger beoefend wreed volksvermaak zoals gansrijden, waarbij een levend dier werd gebruikt.

## Nabijgelegen kernen
Scherpenheuvel, Zichem, Voortberg, Messelbroek, Schoonderbuken, Montenaken